# Batalha de Kolubara
A Batalha de Kolubara  foi uma batalha ocorrida entre 16 de novembro e 15 de Dezembro de 1914, entre os exércitos da Sérvia e da Áustria-Hungria, durante a Primeira Guerra Mundial, em que os Sérvios saíram vitoriosos. O exército austro-hungaro foi repelido para fora da fronteira sérvia.

## Avanço austríaco
Depois da Batalha do Drina, as forças sérvias retiraram para a margem direita do rio Kolubara. O Exército sérvio era constituído por 250 000 soldados mal equipados, e os austro-hungaros por 450 000 homens bem preparados. A 16 de Novembro de 1914, o grupo dos Balcãs do Exército austro-hungaro (5.º e 6.º Exércitos), comandados pelo marechal-de-campo Oskar Potiorek, lançou um ataque pelo rio. O objectivo de Potiorek era obter o controlo do caminho-de-ferro que ia de Obrenovac até Valjevo e utilizá-lo para reabastecer as suas tropas em vez de ter de o fazer por estradas lamacentas em Mačva. O 5.º Exército, que estava situado na zona norte da frente, capturou a cidade de Lazarevac que era controlada pelo 2.º Exército sérvio. A sul, os 15.º e 16.º Corpos do 6.º Exército austro-hungaro atacaram o 1.º Exército sérvio, capturando o Monte Maljen, a 24 de Novembro, e colocando o flanco esquerdo sérvio em sérias dificuldades. A 25 de Novembro, o 5.º Exército austro-hungaro, empurrou os 2.º e 3.º Exércitos, atravessou o rio Ljig e cercou o 1.º Exército.
Por causa da difícil situação do 1.º Exército sérvio, o seu general Živojin Mišić pensou em abandonar a sua posição na altura, e retirar-se para uma nova posição em frente da cidade de Gornji Milanovac. O seu plano era atrasar o combate, fazer descansar as suas tropas e lançar uma contra-ofensiva. Radomir Putnik, Chefe do Estado-maior sérvio, não aprovou o plano. Informou Mišić que, nesse caso, então outros exércitos também teriam que retirar e Belgrado tería que ser abandonada. Mišić respondeu a Putnik que as suas ordens já tinham sido dadas, e que, enquanto ele estivesse no comando, as suas ordens não seriam alteradas. No fim, Putnik acabou por aceitar o plano.

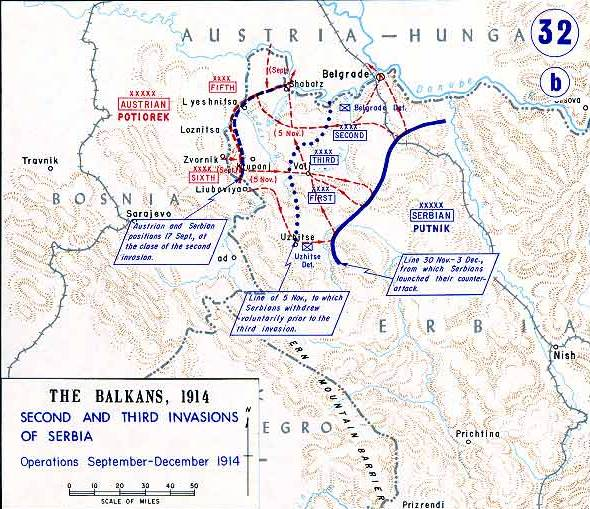
Operações na Sérvia, Novembro–Dezembro de 1914

Quando Belgrado foi abandonada, Potiorek elaborou um novo plano. Ele queria mover [carece de fontes?] todo o 5.º Exército para a região de Belgrado para aniquilar o 2.º Exército, que estava no flanco direito da frente sérvia. De seguida, o 5.º Exército iria para sul, colocar-se-ia por trás dos sérvios e forçá-los-ia a render-se. Potiorek subvalorizou as capacidades ofensivas do 1.º Exército de Mišić no sul. Ele pensou  que estavam demasiado cansados e fracos e que não responderiam aos ataques, enquanto as suas forças se movimentassem no terreno.
Os soldados autro-hungaros estavam cansados mesmo antes da manobra ter início. Enquanto marchavam, as tropas sérvias descansavam nas suas novas posições. A 2 de Dezembro, Mišić terminou os preparativos para o ataque. Putnik deu ordem para a ofensiva começar, utilizando todo o exército sérvio, a 3 de Dezembro. Era o momento ideal pois a maior formação austro-hungara, os Corpos Combinados, estavam fora de combate, em direcção a norte.[carece de fontes?]

## Contra-ataque sérvio
A 3 de Dezembro, o 1.º Exército lançou um ataque-surpresa contra o 16.º Corpo. O ataque teve o apoio pelo exército de Užice no flanco esquerdo. O 16.º Corpo sofreu pesadas baixas e teve que recuar. A 4 de Dezembro, o 17.º Corpo tentou parar o avanço do 1.º Exército, sem sucesso. Potiorek ordenou um ataque pelo 5.º Exército de maneira a poder completar a sua operação antes de o 6.º Exército ser derrotado. Contudo, os Corpos Combinados continuavam a sua marcha.
A 5 de Dezembro, o 1.º Exército sérvio capturou o Monte Suvobor, a principal posição defensiva do 6.º Exército austríaco. Entretanto, o 3.º Exército sérvio fracassava na tentativa de expulsão do 15.º Corpo do Monte Rudnik. Contudo, estas unidades pressionavam as forças austro-hungaras e ajudavam o 1.º Exército sérvio a avançar. No final do dia, os Corpos Combinados chegavam à sua nova posição com os soldados muito cansados.
No dia 6 de Dezembro, Potiorek ordenou a retirada do 6.º Exército da margem esquerda de Kolubara. Os Corpos Combinados atacaram, por fim, o 2.º Exército, mas este ataque foi bloqueado com facilidade. Os Corpos Combinados lançaram ugrande ataque no dia 8 de Dezembro, mas o 2.º Exército sérvio conseguiu permanecer na sua posição. Outras unidades do 5.º Exército, liderados pelo general Liborius Ritter von Frank foram mais bem sucedidas, mas já era tarde demais. O 1.º Exército tinha capturado Valjevo e dirigia-se para norte. Voivoda Putnik reforçou o 2.º Exército sérvio com novas tropas e deu ordem para atacar antes de os austro-hungaros pudessem fortificar as suas posições. A 12 de Dezembro, o 2.º Exército de Stepanović atacou, e derrotou, o 8.º Corpo. O 5.º Exército teve que deixar Belgrado e atravessar o rio Sava a 15 de Dezembro. Foi o fim da batalha.
O Exército sérvio capturou 76 000 soldados inimigos; o número de baixas austro-hungaras foi ainda maior. O exército invasor abandonou muito equipamento militar, de acordo com algumas fontes, o suficiente "para equipar três corpos do exército ". Mišić foi promovido a Voivoda, enquanto Potiorek se reformou e foi substituído pelo Arquiduque Eugénio da Áustria, que passou a comandar o 5.º Exército e a ser o comandante-chefe do grupo do Exército dos Balcãs, a partir de Dezembro de 1914.
Em 1914, o grupo do Exército dos Balcãs perdeu cerca de 224 500 homens (de um total de 450 000), enquanto o exército sérvio perdeu cerca de 170 000 soldados (quase o mesmo montante da sua força antes da guerra).

## Consequências
A Áustria sofreu baixas muito pesadas e, no entanto, não conseguiu conquistar ou derrotar a Sérvia. Os 5.º e 6.º Exércitos austro-hungaros foram expulsos de território sérvio, abandonando Belgrado para os sérvios. Entretanto, os austro-hungaros estavam sob forte pressão do exército russo na sua frente leste.
Como a Sérvia nunca foi uma real ameaça para a Áustria, os austríacos nada fizeram contra a Sérvia nos dez meses seguintes; a maioria das forças na região foram transferidas para a frente italiana.